# قرار مجلس الأمن التابع للأمم المتحدة رقم 1232
قرار مجلس الأمن التابع للأمم المتحدة رقم 1232، المتخذ بالإجماع في 30 آذار / مارس 1999، بعد إعادة التأكيد على جميع القرارات السابقة بشأن مسألة الصحراء الغربية، مدد المجلس ولاية بعثة الأمم المتحدة للاستفتاء في الصحراء الغربية حتى 30 نيسان / أبريل 1999 .
مدد مجلس الأمن ولاية بعثة الأمم المتحدة للاستفتاء في الصحراء الغربية للسماح بالتفاهم بين المغرب وجبهة البوليساريو والأمم المتحدة بشأن تنفيذ بروتوكولات تحديد هوية الناخبين والطعون ومواصلة المحادثات بشأن عودة اللاجئين، ورحب باستئناف أنشطة التسجيل المسبق من قبل المفوضية السامية للأمم المتحدة لشؤون اللاجئين في تندوف الجزائر. ورحب بالاتفاق بين الحكومة المغربية وقائد قوة بعثة الأمم المتحدة للاستفتاء في الصحراء الغربية بشأن الألغام والذخائر غير المنفجرة.
وأخيراً، صدرت تعليمات إلى الأمين العام كوفي عنان بتقديم تقرير بحلول 23 نيسان / أبريل 1999 عن تنفيذ القرار الحالي.

## روابط خارجية
- نص القرار في undocs.org